# Спартак (стадион, Рязань)
«Спарта́к» — футбольный стадион, расположенный на Лыбедском бульваре в Рязани, неподалёку от улицы Маяковского.
В 2011 году размеры футбольного поля увеличены и теперь составляют 101 х 67 метров. В 2010 году стадиону было присвоено название «Олимпиец», но затем через три года было возвращено историческое название «Спартак».
В настоящее время является домашним стадионом для женского футбольного клуба «Рязань-ВДВ» и футбольного клуба «Рязань».

## Адрес
- г. Рязань, ул. Маяковского, 44.